# Eyprepocnemis roseus
Eyprepocnemis roseus är en insektsart som beskrevs av Boris Petrovich Uvarov 1942. Eyprepocnemis roseus ingår i släktet Eyprepocnemis och familjen gräshoppor. Inga underarter finns listade i Catalogue of Life.